# C/2018 F4 (PANSTARRS)
C/2018 F4 (PANSTARRS) — гиперболическая комета, ранее классифицированная как гиперболический астероид A/2018 F4. Была открыта 17 марта 2018 года, когда находилась за пределами орбиты Юпитера, в 6,4 а.е. от Солнца.  Поскольку в это время комета была довольно далеко от Солнца, она казалась простым объектом типа астероида, так как кома ещё не была обнаружена. Поскольку перигелий орбиты расположен внутри орбиты Юпитера, то объект, вероятно, будет существенно более активным. В апреле 2018 года объект классифицировали как комету на гиперболической орбите. Поскольку по оценкам скорость вхождения в Солнечную систему сопоставима со скоростью объектов облака Оорта, то можно с уверенностью утверждать, что комета не является межзвёздным объектом.

## Общие сведения

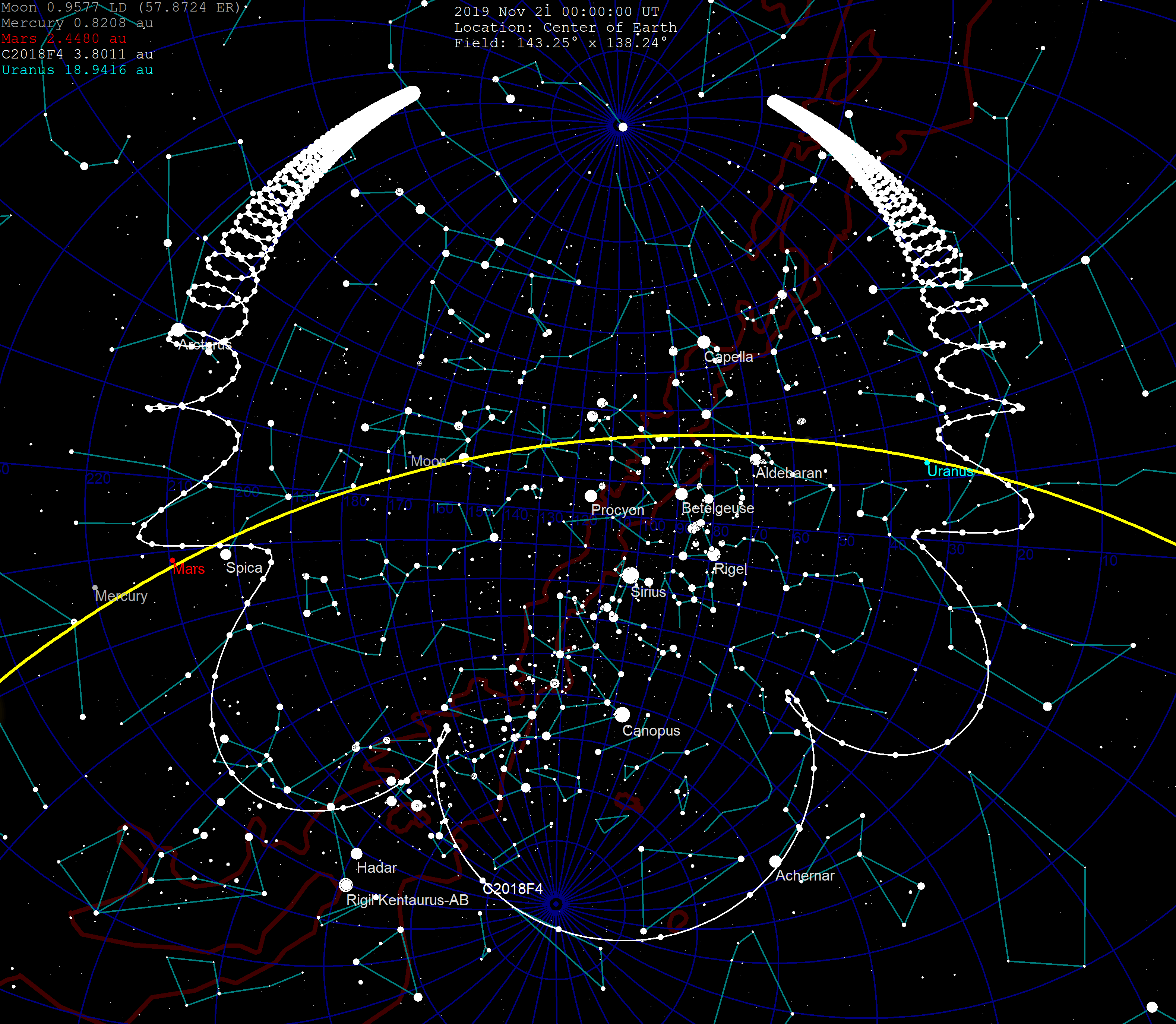
Путь кометы по небу, отметки расположены с шагом 30 дней. Вблизи перигелия комета двигалась около южного полюса мира для земного наблюдателя

В наблюдения кометы несложно вписать параболическую траекторию, как обычно делается для комет при малых дугах наблюдения. Эксцентриситет орбиты оценивается в интервале  1,0038 ± 0,0072, что в случаях меньших 1 значений соответствует замкнутой орбите. Скорость объекта в настоящее время (2018 год) известна с неопределённостью ±0,2 км/с и согласуется с типичной скоростью объектов облака Оорта, равной примерно 3 км/с для объектов ближе 200 а.е. от Солнца, поэтому нет причин считать 2018 F4 объектом межзвёздного происхождения.
Прохождение перигелия состоится в окрестности 3 декабря 2019 года, при этом комета будет находиться на расстоянии 3,4 а.е. от Солнца.
Дальнейшие наблюдения важны для определения того, является ли орбита гиперболической. Как комета данный объект имеет обозначение C/2018 F4 (PANSTARRS).
Короткая дуга наблюдений (35 дней) показала, что до попадания в область планет Солнечной системы комета обладала орбитальным периодом порядка ста тысяч лет. Гелиоцентрический эксцентриситет стал превосходить 1 в ноябре 2016 года, когда комета находилась на расстоянии 9,6 а.е. от Солнца.
| Объект                 | Год  | Скорость км/с | Номер наблюдения и дуга наблюдения |
| ---------------------- | ---- | ------------- | ---------------------------------- |
| 90377 Седна            | 1746 | 1,99 ± 0,00   | 196 в 9240 днях                    |
| C/1980 E1 (Боуэлла)    | 1765 | 2,95 ± 0,00   | 179 в 2514 днях                    |
| C/1997 P2 (Spacewatch) | 1779 | 2,96 ± 0,01   | 94 в 49 днях                       |
| C/2010 X1 (Еленина)    | 1798 | 2,96 ± 0,00   | 2222 в 235 днях                    |
| C/2012 S1 (ISON)       | 1801 | 2,99 ± 0,00   | 6514 в 784 днях                    |
| C/2008 J4 (Макнота)    | 1855 | 4,88 ± 5,44   | 22 в 15 днях                       |
| C/2018 F4              | 1799 | 2,89 ± 0,79   | 144 в 35 днях                      |
| C/1999 U2 (SOHO)       | 1947 | 17,3 ± 447    | 41 в 1 день                        |
| 1I/2017 U1 (ʻОумуамуа) | 1982 | 26,49 ± 0,03  | 121 в 34 днях                      |

В таблице выше единственным исключением является  Оумуамуа с дугой наблюдения в 34 дня. C/2008 J4 (Макнота) обладает малой дугой наблюдения с высоким значением неопределённости параметров. C/1999 U2 (SOHO) обладает подтверждённой дугой наблюдения 1 день.